# 織井遙菜
織井 遙菜（おりい はるな、1989年2月14日 - ）は、東京都出身の元タレント、元アイドル。N&Sプロモーションに所属していた。

## 人物
趣味はネイル・バレエ・ホットヨガ・読書など、特技は料理・パン作り・人を癒す事である。性格はおっとりしていて恥ずかしがり屋。またお嬢様育ちであり、非常に上品。
恵比寿マスカッツでは、番組のキャッチフレーズが「本当のお嬢様」「前口上の鬼」だった。マスカットシリーズの出演は「ちょいとマスカット!」からだが出場時間は少なかったが、『おねだりマスカットDX!』では、「麻美ゆま涙のリサイタル」、「アッキーのチョコレートパーティー」の司会を務めてから、活躍したメンバーだった。
織井の司会・前口上は、安定感のある進行ぶりに矢作兼(おぎやはぎ)や大久保佳代子から「聞きやすい」と高い評価を得
、
「恵比寿ロータリー姉妹」（麻美ゆま、Rioによる）では、曲自体には参加していないが、曲の前口上を務めた。
また、コーナーでは、お嬢様キャラ
に毒舌を生かし
、
独自のリズムのある歌（ラップ）を披露していた。
恵比寿マスカッツの中で、4期生の福西菜月、5期生の栗山夢衣と仲が良かった。
2011年9月21日の『おねだりマスカットDX!』において恵比寿マスカッツを卒業した。織井は趣味で始めた料理やお菓子作りに対して次第に本気になり、料理教室を開く夢ができたことを理由とした。初代恵比寿マスカッツ4期生以降の卒業者のうち、番組内で卒業式が行われたのは彼女のみである。
マスカッツ卒業後は目立った活動はしておらず引退状態である。

## テレビ出演
- ちょいとマスカット!（2010年4月7日 - 2010年9月29日、テレビ東京）
- おねだりマスカットDX!（2010年10月6日 - 2011年9月21日、テレビ東京）
- 魁!音楽番付（2010年12月22日、フジテレビ）
- 業界LOVE STORY〜だからテレビはおもしろい〜（2011年5月4日、東海テレビ）

## ラジオ番組
- ぐらび屋（2011年4月 - 、レインボータウンFM）

## 作品

### CD
- OECURA MAMBO/私マンボー（ユニバーサルミュージック　2010年7月7日 恵比寿マスカッツとして）
- スプリングホリデー/口ゲンカしないで♪（ユニバーサルミュージック　2011年3月16日 恵比寿マスカッツとして）